# Гельмут фон Ляйпціг
Гельмут Курт Евальд фон Ляйпціг (нім. Hellmut Kurt Ewald von Leipzig; 18 липня 1921 — 25 жовтня 2016) — німецький офіцер, лейтенант резерву вермахту. Кавалер Лицарського хреста Залізного хреста.

## Біографія

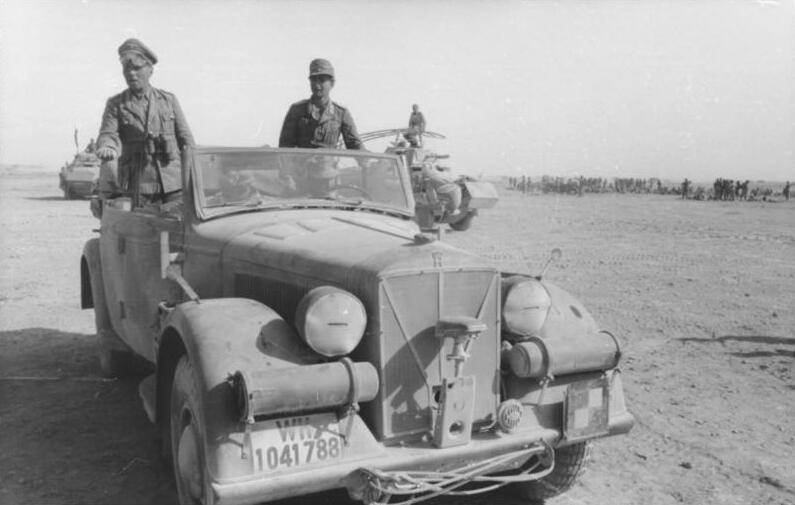
Ляйпціг і Роммель (1942).

Представник знатного саксонського роду. Син морського офіцера, який служив в німецьких охоронних частинах у Німецькій Південно-Західній Африці. Виріс на сімейних фермах в Намібії. В 1937 році прибув в Гамбург, а потім в Нюрнберг, де почав вчитись на інженера-механіка. Також був зарахований в моторизовані частини Гітлер'югенду. Незадовго до початку Другої світової війни безуспішно намагався повернутися на батьківщину.

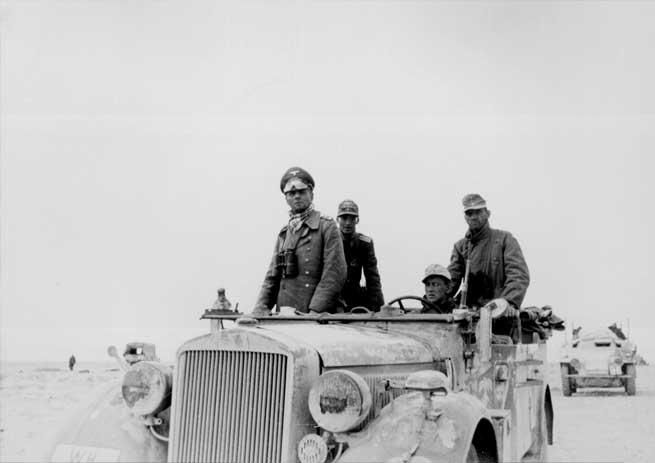
Ляйпціг за кермом автомобіля Роммеля (1943).

З початком Африканської кампанії Ляйпціг намагався вступити добровольцем в Африканський корпус, але був направлений інструктором з водіння в танкове училище Інгольштадта. В жовтні 1941 року був направлений в Африканський корпус і призначений водієм Ервіна Роммеля, оскільки чудово вмів водити автомобіль по глибокому піску і на спеці. Після війни Ляйпціг описував Роммеля як «найбожевільнішого пасажира в історії», оскільки той постійного підганяв його і вимагав, щоб вони проїхали поблизу ворожих мінних полів, якщо натрапляли на них. 6 березня 1943 року Ляйпціг востаннє віз Роммеля — на аеродром, звідки той за наказом Адольфа Гітлера мав повернутися в Німеччину. На прощання Роммель подарував йому свою підписану фотографію в рамці і повідомив, що Ляйпціг також вирушить в Німеччину — для проходження офіцерських курсів.
Після завершення курсів був зарахований в дивізію «Бранденбург», в якій служив його старший брат Конрад. Учасник боїв в Греції і Югославії, з вересня 1944 року — на Східному фронті в Чехословаччині. Відзначився під час битви за Берлін. В травні 1945 року був взятий в полон радянськими військами. Був засуджений до 25 років ув'язнення. В 1955 році звільнений; останні кілька років провів в умовах сильного холоду в Заполяр'ї.
Після звільнення вирушив в Аргентину, де провів кілька місяців у свого брата Гернота. В жовтні 1956 року повернувся в рідну Намібію. В 1962 році купив ферму Ахальм. Ляйпціг заснував Німецьку культурну раду в Намібії і очолював її в 1986/97 роках. В 1989 році як член ордену іоаннітів заснував гуртожиток, в якому мешкають до 100 школярів. В 2006 році відвідав Німеччину. Він був запрошений на виставку Techno-Classica в Ессені, на якій був представлений відреставрований автомобіль Роммеля Horch 901, захоплений в 1943 році британськими військами. Ляйпціг знову сів за кермо автомобіля і водив його на виставці. В 2014 році разом з дружиною покинув свою ферму і оселився в притулку для перестарілих, де і прожив решту життя.

## Сім'я
В 1956 році познайомився з вчителькою Зігрід Вендер, родом із Штутгарта. В тому ж році після переїзду в Намібію вони одружились. В пари народились 6 дітей. Станом на 2016 рік діти Ляйпціга жили в Намібії і ПАР.

## Нагороди
- Залізний хрест 2-го і 1-го класу
- Медаль «За італо-німецьку кампанію в Африці» (Королівство Італія)
- Нарукавна стрічка «Африка»
- Лицарський хрест Залізного хреста (28 квітня 1945) — командир взводу танково-розвідувального дивізіону «Бранденбург».
- Орден Святого Йоанна (Бранденбург)